# Cirque Caroli
Pour les articles homonymes, voir Caroli.
Le cirque Caroli est une compagnie de spectacle vivant fondée en 1916 par Charles Callebaut à Alost (Belgique).

## Histoire
Le Cirque Caroli débuta ses tournées en Belgique avec des écuyers comme madame Caroli (Aicha Ouali) première épouse de Charles Callebaut, mais également des dresseurs d'animaux (singes, chiens...) et des clowns.
Le cirque acquiert une notoriété grâce à son directeur : l'homme à la peau d'acier Charles Callebaut qui, couché sur un parterre de clous et recouvert d'une planche se faisait marcher dessus par un cheval dans un numéro inspiré par les fakirs.
Le cirque voyage beaucoup : Pays-Bas, France, Maghreb et passera un long moment en Russie, il passe des contrats avec des funambules et contorsionnistes célèbres tels que Otago-Bill ou encore Caroline Krembser Fordeyn dite "Sacha" avec laquelle d'ailleurs Charles Callebaut se marie en 1927.
En Russie, le cirque se produit devant le tsar Nicolas II de Russie.
Le cirque fut vendu en Algérie vers Hussein Dey et acheté par l'époux de Teresa Darius (dompteuse) dite la Baturrica vers 1940.